# 아사히촌 (니가타현 이와후네군)
아사히촌(朝日村)은 니가타현 북부에 위치했던 촌이다. 2008년 4월 1일 무라카미시, 아라카와정, 가미하야시촌, 산포쿠정이 합병해 무라카미시가 되었다.

## 역사
- 1954년 10월 1일 - 다테노코시촌 미오모테촌 다카네촌 사루사와촌이 합병해 아사히촌이 성립하였다.
- 2008년 4월 1일 - 무라카미시, 아라카와정, 가미하야시촌, 산포쿠정이 합병해 새로운 무라카미시가 되었다.

## 교통

### 철도
촌내에는 철도가 다니지 않는다.

### 도로
- 국도 제7호선